# Mohammed Gargo
Mohammed Gargo (* 19. Juni 1975 in Accra) ist ein ehemaliger ghanaischer Fußballspieler. 

## Karriere
Mohammed Gargo spielte zunächst in der Jugend und später in der Herrenmannschaft vom Real Tamale United. Bei den Olympischen Sommerspielen 1992 stand er im Aufgebot der ghanaischen Mannschaft und konnte mit ihr die Bronzemedaille gewinnen. Im gleichen Jahr wechselte er nach Europa, zunächst zum FC Turin, doch schon im Folgejahr zog es ihn nach Deutschland, wo er für die Amateurmannschaften von Borussia Dortmund und des FC Bayern München aktiv war. 1995 kehrte er nach Italien zurück und lief für Udinese Calcio 88 Mal auf. 2003 wurde er an den AC Venedig ausgeliehen und im Folgejahr kam es zum Wechsel zum CFC Genua. Nach jeweils zwei Spielzeiten beim al-Wakrah SC und AshantiGold SC von 2005 bis 2008 beendete er schließlich seine Spielerkarriere. Als Trainer war der ehemalige Innenverteidiger bisher ausschließlich in seinem Heimatland tätig.